# След лисицата
„След лисицата“ (на италиански: Caccia alla volpe е комедия от 1966 година, режисирана от Виторио Де Сика, с участието на Питър Селърс.

## Сюжет
Историята започва в Кайро с кражба на златни кюлчета с цената на 3 милиона долара. Крадците се нуждаят от начин да пренесат два тона злато в Европа. Има само четирима престъпници, които могат незаконно да влязат: единият от тях е французин (но той е неподвижен в инвалидната си количка), другият е от Ирландия (но толкова е късоглед, че е арестуван, докато се опитваше да ограби полицейския участък, въпреки че планира да завземе банка,) третият е немец (но той толкова е надебелял, че едва минава през вратата). И единственият останал човек, който може да заблуди Интерпол, е италианецът Алдо Ванучи известен още като „Лисицата“, майстор на прераждането. Ванучи се представя като италианския неореалистичен режисьор Федерико Фабрици. Той планира да стовари златото на плажа посред бял ден, правейки се че заснема филм...

## В ролите
| Актьор              | Роля                           |
| ------------------- | ------------------------------ |
| Питър Селърс        | Алдо Ванучи / Федерико Фабрици |
| Брит Екланд         | Джина Ванучи / Джина Романтика |
| Паоло Стопа         | Полио                          |
| Виктор Матюр        | Тони Пауъл                     |
| Аким Тамиров        | Окра                           |
| Мартин Болсам       | Хари Граноф                    |
| Мария Грация Бучела | Сестрата на Окра               |
| Ландо Буцанка       | Полицай                        |